# نيسان ار 89 سي
نيسان ار 89 سي (بالإنجليزية: Nissan R89C)‏ هي سيارة من صناعة نيسان موتورز.